# 오우치 히로요
오우치 히로요(일본어: 大内 弘世 おおうち ひろよ[*], 쇼추 2년(1325년) ~ 덴주 6년/고랴쿠 2년 11월 15일(1380년 12월 12일))는 일본 남북조 시대(南北朝時代)의 무장으로, 슈고 다이묘(守護大名)로써 스오(周防) ・ 나가토(長門) ・ 이와미(石見) 지역을 슈고(守護)로써 다스렸다.
다타라(多々良)를 혼세(本姓)로 하는 오우치씨(大内氏)의 제9대 당주로 히로유키(大内弘幸)의 아들이며 요시히로(義弘)、미쓰히로(満弘)、모리미(盛見)、히로시게(弘茂) 등의 아들을 두었다.

## 생애
오우치씨는 북조(北朝)를 지지하며 무로마치 막부(室町幕府)를 따랐으나, 간노의 소란(観応の擾乱)이라는 막부의 내란으로 쇼군 아시카가 다카우지(足利尊氏)와 대립하던 다카우지의 동생 아시카가 다다요시(足利直義)가 남조(南朝)에 항복하고, 일련의 다툼을 거친 끝에 다카우지와 다다요시 사이의 화해에 이어 남북 조정 사이에 일시적인 화의인 쇼헤이 일통(正平一統)이 성립되었다. 오우치 씨는 남조와의 화목이 결렬된 뒤에도 다다요시와 그 양자(다카우지의 서자) 아시카가 다다후유(足利直冬)를 지지하였고, 히로요는 남조의 무장으로써 미쓰요시 친왕(満良親王)을 받들어 세력을 확대해 나갔다.
쇼헤이(正平) 5년/간노(観応) 원년(1350년) 아버지 히로유키(弘幸)와 함께 히로요는 막부가 임명한 스오 슈고직이었던 와시즈씨(鷲頭氏)를 치러 나섰다. 와시즈씨 역시 오우치씨와 마찬가지로 다타라를 혼세로 하며 오우치 씨의 입장에서 보면 서류 가문이었다. 오우치 히로요는 스오 현지의 도다이지(東大寺) 소유 영지였던 요시키군(吉敷郡)의 후시노장(椹野荘)에 난입해 남조에 귀순할 의사를 보였고, 이듬해 7월에 실제로 남조 귀순을 행동으로 옮겼다. 남조로부터 오우치 히로요는 스오의 슈고직에 임명되어 숙원을 이루기는 했지만, 와시즈씨는 여전히 건재했다.

### 오우치씨 일족의 통솔
오우치 히로유키는 와시즈 공격을 완수하지 못한 채 쇼헤이 7년/간노 3년(1352년)에 숨을 거두었다. 가독을 이어받은 히로요는 스오 평정을 서둘러서 쇼헤이 7년/간노 3년(1352년) 2월 19 ・ 20일、쓰노 군(都濃郡) 와시즈 장(鷲頭荘) 시라사카산(白坂山)에서 와시즈 나가히로(鷲頭長弘)、나이토 후지토키(内藤藤時)와 전투를 벌였다. 이어 윤2월 17일에는 고시가키(高志垣), 윤2월 19일과 3월 27 ・ 28일에는 구마게 군(熊毛郡) 아라야 가와치 마나오(新屋河内真尾), 4월 9일부터 29일에 다시금 쓰노 군 와시즈 장 시라사카 산, 나아가 8월 3일에도 와시즈 나가히로 등과 전투를 벌였다. 그 결과 쇼헤이 8년/분나(文和) 2년(1353년) 와시즈 씨와의 강화로 와시즈 일파를 자신의 휘하에 두게 된다.
오우치 히로요가 스오 평정을 서둘렀던 배경에는 쇼헤이 7년/간노 3년 즉 분나(文和) 원년(1352년)에 아시카가 다다후유가 다자이후(大宰府)에서 잇시키 노리우지(一色範氏)에게 패하고 나가토국(長門国)으로 철퇴한 것, 그 잇시키 노리우지도 남조측의 기쿠치 씨(菊地氏)에게 패하고 나가토 슈고(長門守護)였던 고토 씨(厚東氏)는 잇시키 노리우지를 지원하는 슈고(당주) 고토 요시타케(厚東義武)와 아시카가 다다후유를 지원하는 고토 다케후지(厚東武藤)로 갈라져서 오우치 씨를 둘러싼 상황이 급변하고 있었던 점을 들 수 있다.

### 나가토 장악
쇼헤이 10년/분나 4년(1355년) 부렵부터 히로요는 나가토로 진출, 나가토 슈고였던 고토 씨와의 전투에 돌입한다. 고토 요시타케의 항전에도 불구하고 마침내 쇼헤이 13년/엔분(延文) 3년(1358년) 정월、시모후리 성(霜降城)은 함락되고 6월에는 죠후(長府) 즉 나가토의 고쿠후(國府)까지 함락시키면서 오우치 씨는 나가토 국을 평정하는데 성공한다. 그 뒤로도 고토 요시타케의 저항은 이어졌고, 쇼헤이 14년/엔분 4년(1359년) 12월 26일 고토 씨의 마지막 거점이었던 도요우라 군(豊浦郡) 시오지 성(四王寺城)을 쳤다. 요시타케측의 무장、고토(厚東) 아무개、도에이 마타사부로(富永又三郎)를 베었다.시오지 성이 함락되면서 요시타케는 나가토를 버리고 옛 땅이었던 부젠(豊前)의 企救郡으로 달아났다.
쇼헤이 13년/엔분 3년(1358년) 6월 23일、히로요는 나가토 슈고직에 임명되어 오우치 씨가 스오와 나가토 두 구니(国)의 슈고가 된다. 고토 요시타케는 나가토 복귀를 꾀하였으나 이루지 못한다. 나가토 국의 이치노미야(一宮)였던 스미요시 신사(住吉神社)와 니노미야(二宮)였던 이미키노미야 신사(忌宮神社)도 오우치 씨의 공격에 곧장 내응해 버렸다. 히로요는 이들이 소유하던 영지를 보호해 주는 동시에 나가토 내부를 안정시킨 뒤에는 곧장 두 신사의 재건에 나서서 이치노미야는 겐토쿠(建徳) 원년/오안(応安) 3년(1370년) 3월 11일에 천궁식(遷宮式)을 집행, 니노미야는 쇼헤이 22년/조지(貞治) 6년(1367년)에 사전(社殿) 재건이 완료되었다.
그러나 히로요가 맹주로 의지하고 있던 아시카가 다다후유가 교토 상경을 목표로 본거지를 이와미로 옮기고, 차츰 양측은 서로에 대한 필요성이 희박해져갔다.

### 막부로 돌아서다
그 뒤 2대 쇼군 아시카가 요시아키라(足利義詮)는 시바 다카쓰네(斯波高経)의 계책을 받아들여 스오-나가토 두 구니의 슈고직을 오우치에게 인정한다는 조건으로 히로요에게 북조로 복귀할 것을 촉구하였고, 쇼헤이 17년/조지 원년(1363년) 9월에 히로요는 아시카가 다다후유나 남조를 등지고 북조로 귀순했다. 애초에 아시카가 다다후유가 규슈에서 내세울 수 있는 것이 쇼군 다카우지의 아들이고 다다요시의 양자였다는 점에 있었는데, 다다요시는 1352년, 다카우지는 1358년에 사망하면서 다다후유는 더 이상 규슈에서 내세울 수 있는 것이 없게 되었던 것이다.
쇼헤이 18년/조지 2년(1363년) 12월 13일、북조측의 무장으로써 오우치 히로요는 부젠의 야나기 성(柳城)을 공격했다. 쇼헤이 19년/조지 3년(1364년) 2월、남조측의 기쿠치 씨의 출성(出城)이었던 부젠 우마가타케 성(豊前馬ヶ嶽城)으로 출정하였다. 그러나 나와 아키나가(名和顕長)、나와 아키타카(名和長生)、기쿠치 다케카쓰(菊池武勝)、고토 스루가노카미(厚東駿河守) 등의 연합군에 히로요는 패하고 가와라타케(香春岳)로 물러났다. 연합군은 가와라타케를 포위했고, 히로요는 名和長生의 중개로 맹서(誓書)를 보내 화친을 맺은 뒤에야 스오로 돌아갈 수 있었다.
쇼헤이 21년/조지 5년(1366년), 아시카가 요시아키라를 알현하기 위해 히로요는 교토로 상경했다. 이 무렵 오우치 히로요는 쇼군 가문의 근신(近臣)들에게 많은 황금과 포백을 뇌물로 바치고 막부 내에서의 발언권이 커졌다. 또한 그 해에 옛 주군 아시카가 다다후유가 이끄는 이와미의 남조 세력을 쫓아낸 공으로 이와미 슈고로 임명되기까지 했다.
쇼헤이 21년/조지 5년(1366년) 오우치 히로요는 머리를 깎고 道階라는 법명으로 출가하였다. 이 해 7월, 오우치 히로요는 이와미에서 출정하여 7월 13일에 세이류지 성(青龍寺城)을 쳤다. 이와미의 고쿠진 영주(国人領主)、마스다 가네미(益田兼見)와 협력하여 이와미 국을 평정한 뒤, 아키국(安芸国)으로 진입하였다. 아키 국의 여러 성들을 함락시키고 쇼헤이 23년/조지 7년(1368년) 히로요는 이와미로 돌아왔다.
그러나 북조 ・ 무로마치 막부로의 귀복은 단지 일시적인 것일 뿐이라는 히로요와 무로마치 막부의 안정화를 보고 그 체제 아래서 살아남는 것을 추구하던 적남(嫡男) ・ 요시히로(義弘) 사이에 대립이 발생하게 되었다. 겐토쿠 2년/오안 4년(1371년)부터는 규슈 단다이(九州探題) 이마가와 사다요(今川貞世)를 지원하여 규슈로 진출하였다. 다자이후 공략이나 남조 세력의 공략에 전공을 세웠으나, 이듬해 8월에 귀국해버렸다. 그 뒤 분추(文中) 3년/오안 7년(1374년) 7월에 아키 고쿠진인 모리 모토하루(毛利元春)를 쳤으며, 덴주(天授) 2년/에이와(永和) 2년(1376년) 4월에도 다시금 공격을 감행했다. 이는 모토하루가 이마가와 사다요의 명을 받아 규슈로 출진하던 중에 벌어진 사건이었다. 이를 알게 된 3대 쇼군 아시카가 요시미쓰(足利義満)나 간레이(管領) 호소카와 요리유키(細川頼之)의 꾸짖음에 이와미 슈고직을 빼앗겼고, 병사를 철수시켜야 했다. 산조 기미타다(三条公忠)의 일기인 《후우매기》(後愚昧記)에 따르면 덴주 2년/에이와 2년(1376년) 윤7월 14일、오우치 히로요가 자신의 슈고직 삭탈건에 대해 부케(武家, 아시카가 요시미쓰)를 원망하면서 남조로 항복할 것을 꾀하고 있다는 소문이 교토에 나돌았고, 간레이 호소카와 요리유키가 히로요의 대관(代官)으로 당시 교토에 머무르고 있던 자를 불러서 스오-나가토 2국의 슈고직에 대해서는 자세하지 못하다는 이유를 들어 달랬다는 기사가 보이고 있다. 하지만 덴주 5년/고랴쿠(康暦) 원년(1379년)에 이르러 히로요와는 달리 이마가와 사다요의 산하에서 각지를 전전하고 있던 요시히로에게 이와미 슈고직이 주어졌고, 히로요와 요시히로, 부자간의 역학관계는 역전되었다.
덴주 6년/고랴쿠 2년(1380년) 오우치 히로요는 사망했다. 11월 15일(일설에는 10월 15일이라고도 한다). 요시히로가 동생 미쓰히로(満弘)와 가독을 놓고 내전을 벌이는 와중이었다. 고랴쿠 내전(康暦内戦)이라고 불리는 이 내전에서 당시 오우치 요시히로가 오우치 가문의 실권을 장악하고 있었음에도 불구하고 와시즈 씨를 비롯한 많은 중신들이 미쓰히로에 가담했다. 그리고 내전 중 최대의 격전은 아키 ・ 이와미 방면에서 미쓰히로 본대와의 전투가 아니라 별동대가 농성하고 있던 죠후의 시모야마 성(下山城)에서의 공방전이었다(시모야마 성은 그 해 10월 5일에 함락되었다). 오우치 마지막 당주 요시타카(義隆)의 평전을 쓰기도 했던 일본의 사학자 후지이 다카시(藤井崇)는 그 경위를 분석하여, 이 전투를 요시히로와 미쓰히로의 전투가 아니라 요시히로에 의해 내쳐지다시피 했던 아버지 히로요가 차남인 미쓰히로를 차기 당주로 삼기 위해서 벌인 전투로, 시모야마 성의 농성에 오우치 히로요가 관여하고 있었을 가능성이나 히로요의 죽음에도 요시히로가 관여하고 있었을 가능성이 있다고 보았다.

### 야마구치(山口) 정도(定都)
히로요는 쇼헤이 15년/엔분 5년(1360년)에 본거지를 오우치노다테(大内館)에서 야마구치(山口)로 옮겼다. 오늘날 일본 야마구치현 야마구치시(山口市) 大殿 지구이다. 교토를 모방한 도시계획에 근거해 시가지를 정비하고, 훗날 오우치 문화(大内文化) 번영의 기초를 쌓은 사건이었다. 또한 교토로부터 맞이한 귀부인을 위로하고자 야마구치의 이치노사카 강(一の坂川)을 교토의 가모 강(鴨川)에 본떠서 우지(宇治)의 반딧불이를 잡아와서 이곳에 풀어놓았다고 전해지고 있다. 그러나 최근의 고고학적 조사에 따르면 야마구치의 도시화는 적어도 히로요 치세 시기까지는 거슬러 올라가지 않으며 오우치(大内) 그러니까 오늘날의 야마구치 시 오우치미호리(大内御堀) 지구가 히로요의 본거지였다고 여겨지고 있다.

## 참고 문헌
- 金子拓男編、古賀信幸『守護所から戦国城下へ : 地方政治都市論の試み 1993年度日本考古学協会シンポジウム報告集』前川要編、名著出版、1994年10月。全国書誌番号:95012418。ISBN 4-626-01498-4。
- 近藤清石『大内氏實録』中元壮作、宮川臣吉、山口県山口町、1885年10月28日。NCID BA33800345。オープンアクセスNDLJP:780384
- 平瀬直樹「南北朝期の大内氏の本拠地」『日本歴史』第810号、吉川弘文館、2015年、 ISSN 0386-9164、 NAID 40020623382。
- 藤井崇「南北朝期長門国における厚東氏権力と弘世期大内氏権力」『鎌倉遺文研究』21号、鎌倉遺文研究会、2008年、 NAID 110007808214。
  - 改題・改稿 藤井崇「康暦内戦に関する諸問題」「弘世期の分国支配」『室町期大名権力論』同成社〈同成社中世史選書(14)〉、2013年。全国書誌番号:22348379。ISBN 978-4-88621-650-2。
- 山口市編『山口市史 : 山口古図 史料編大内文化』山口市、2010年9月。NCID BA85976242。

| 전임 오우치 히로유키 | 제9대 스오 오우치씨 당주 1352년~1380년 | 후임 오우치 요시히로 |